# Roel Bovendeert
Roel Bovendeert né le 8 mai 1992, est un joueur de hockey sur gazon néerlandais. Il évolue au poste d'attaquant au HC Bloemendaal et avec l'équipe nationale néerlandaise depuis 2015,

## Carrière

### Championnat d'Europe
- : 2021

### Jeux olympiques
- Top 8 : 2020